# Elecciones federales de México de 2003
Las  elecciones federales de México de 2003 se celebraron el domingo 6 de julio de ese año, y en ellas se votaron y se renovaron, a nivel federal, los cargos de 500 Diputados Federales, miembros de la cámara baja del Congreso de la Unión, 300 de ellos elegidos por el principio de mayoría relativa en distritos uninominales y 200 elegidos por el principio de representación proporcional en 5 circunscripciones plurinominales en las que se divide el país (40 escaños por circunscripción), todos por un periodo de tres años, iniciado el 1 de septiembre de 2003.
Las encuestas mostraron que, si bien los índices de aprobación del presidente Vicente Fox seguían siendo altos, muchos votantes estaban desilusionados por el incumplimiento de las promesas de crear millones de empleos que había hecho cuando fue elegido en julio de 2000. También se informó que los votantes estaban decepcionados por la incapacidad de su gobierno para impulsar sus principales propuestas de reforma a través de un Congreso dividido, donde el opositor Partido Revolucionario Institucional (PRI), el partido más grande en ambas Cámaras, había obstaculizado las propuestas del presidente para cambiar a México en casi todos los sentidos. El partido de Fox, el segundo más grande en la Cámara con 206 escaños, no pudo aprobar proyectos de ley como abrir la industria eléctrica a más inversiones privadas y cobrar un impuesto a los alimentos y medicinas para aumentar el gasto en servicios sociales. El presidente Fox y sus asistentes reconocieron la falta de nuevos puestos de trabajo, pero argumentaron que habían hecho todo lo posible.
El Partido Acción Nacional (PAN) hizo campaña con el lema '¡Quítale el freno al cambio!', que fue entendido por los analistas como un mensaje dirigido menos a los votantes que a los políticos del PRI. El PRI había mantenido el poder ininterrumpido en México durante 71 años, hasta que Fox ganó la presidencia en 2000. Tanto Fox como el líder del PRI, Roberto Madrazo Pintado, se comprometieron a buscar el consenso después de las elecciones, después de dos años de estancamiento político en el Congreso.
En el período previo a las elecciones, Fox viajó por todo el país anunciando nuevos proyectos conjuntos de inversión público-privada para estimular el crecimiento, mientras que sus principales asesores se reunieron con algunos funcionarios estadounidenses para anunciar una serie de programas para alentar la inversión en la mayoría de empleos de México. Otros temas importantes de la campaña giraron en torno a los escándalos de financiación de las elecciones experimentados por ambos partidos principales.
Para las elecciones de 2003, se registró una tasa récord de abstención, con solo un 42 por ciento de los 64 millones de votantes elegibles emitiendo votos, lo que fue visto como una clara señal del desencanto de los votantes con los partidos políticos.
El 29 de agosto de 2003, Juan de Dios Castro Lozano (PAN) fue elegido como nuevo Presidente de la Cámara de Diputados.

## Campaña por partido

### La estrategia del PAN

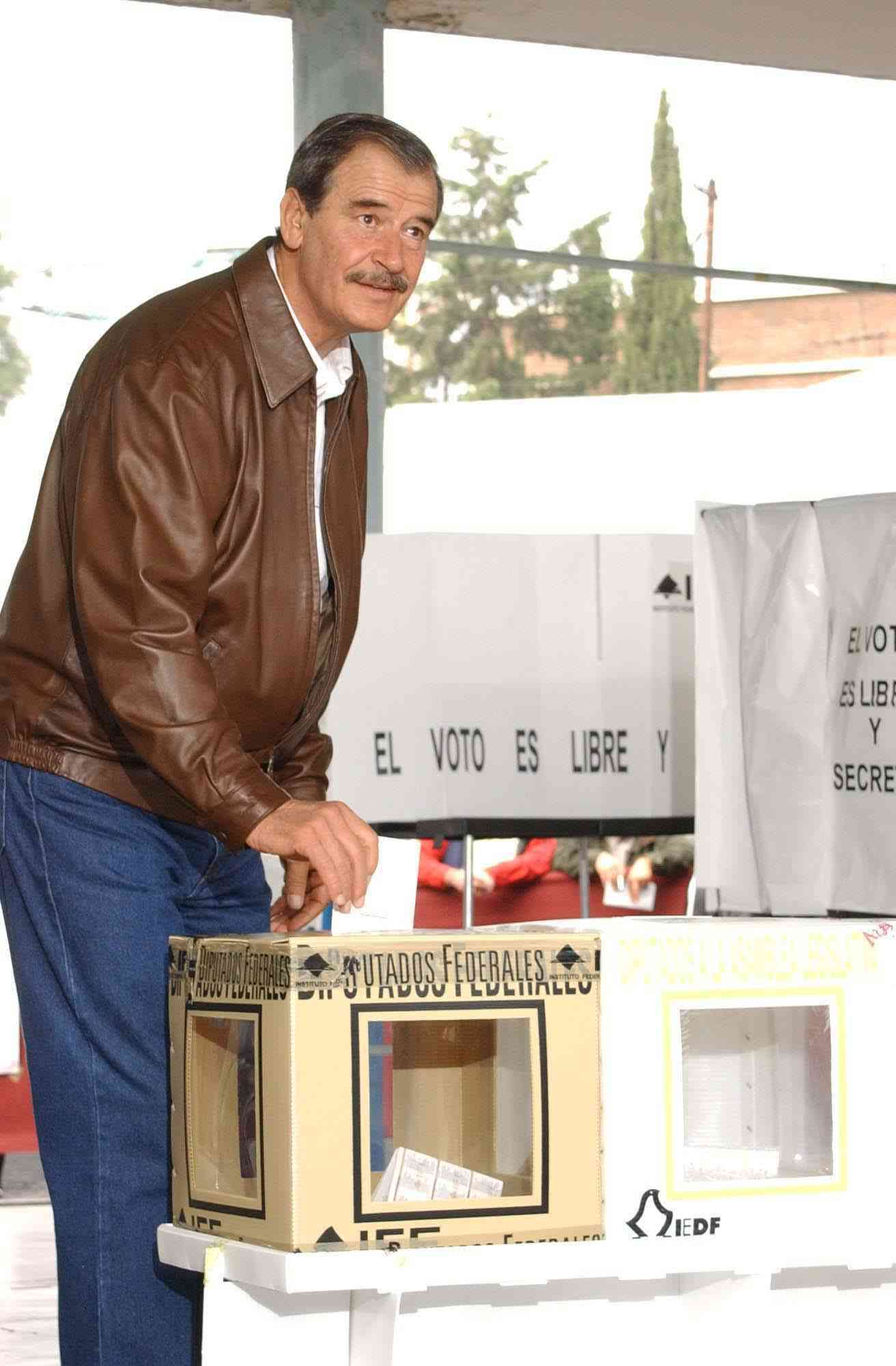
El entonces Presidente Vicente Fox votando en las elecciones de 2003.

El Partido Acción Nacional (PAN) enfrentó, por primera vez una elección federal como gobierno. Dado que en las elecciones del 2000 el PAN no pudo obtener una mayoría en el Congreso de la Unión, principalmente en la Cámara de Diputados, por lo que, de acuerdo a sus señalamientos, varias de sus promesas de campaña y compromisos electorales no podían ser concretados, tales como las llamadas reformas estructurales (fiscal, energética y laboral). Ante este escenario, se fijo como objetivo para el 2003: ganar la mayoría de la Cámara de Diputados para posibilitar el cumplimiento de los compromisos de campaña.
La estrategia de comunicación estuvo orientada en dos sentidos: por un lado, recordar a los electores sobre los abusos y corrupción que realizaron los gobernantes priístas cuando estuvieron en el poder y, segundo, explotar la popularidad del presidente Vicente Fox Quesada. De igual manera, la estrategia de comunicación se orientó a generar una opinión favorable a la integración de un formato de gobierno unificado ya que el formato de gobierno dividido, a juicio de los panistas, había imposibilitado la concreción del cambio esperado por la sociedad. De esta forma, el lema de campaña "Quítale el freno al cambio" fue la muestra de esta estrategia de comunicación.
Como parte de la nueva estrategia, se decidió postular candidatos a diputados federales que se creía tenían una mayor popularidad y aceptación social, de tal forma que asegurara una mayor rentabilidad electoral. Se determinó, además, acompañar a la campaña electoral con una campaña publicitaria del gobierno federal (lo mismo pasó en los casos donde eran gobierno municipal y estatal) en medios electrónicos de comunicación encabezada por el presidente Fox. Es decir, conjuntar dos grandes campañas publicitarias, orientadas al mismo objetivo: ganar la mayoría en la Cámara de Diputados.

### La estrategia del PRI
La estrategia del PRI fue diferente. En primer lugar, se buscó dejar atrás los señalamientos de partido autoritario propio del pasado, por lo que se procedió a elegir candidatos, en la mayoría de los distritos, por medio de primarias. De esta forma, los candidatos fueron legitimados por un proceso democrático en la que participó no sólo la membresía, sino que estuvo abierto a la sociedad. En segundo lugar, había que rescatar la tradición popular del partido, orientando su discurso hacia y por la defensa de los derechos sociales, de tal forma que el partido regresara a sus raíces. De esta manera, se acuñó el lema "El PRI está de tu lado," indicando que era un partido de las clases populares, preocupado por solucionar los grandes problemas sociales. En tercer lugar, el PRI orientó su estrategia de comunicación política para resaltar la falta de cumplimiento de las promesas de campaña por parte de los panistas. Es decir, explotar la desilusión de muchos electores, quienes habiendo votado en el 2000 por Fox, y estaban inconformes por los pobres resultados de su gobierno y por la falta de concreción de los cambios prometidos.
De esta forma, el PRI diseñó una estrategia de comunicación centrada en los problemas más sentidos por la población, ofreciendo defender los intereses de las grandes mayorías y, sobre todo, generando expectativas de una rectificación de sus viejas prácticas políticas y añejos vicios en el gobierno. De igual manera, este partido decidió que cada uno de los comités directivos en los estados tuviera la libertad para poder adecuar las estrategias proselitistas y los mensajes de campaña, de acuerdo a la circunstancia que estaba viviendo, pero retomando los lineamientos de la campaña nacional.
Finalmente, el PRI maximizó los errores y abusos que cometieron algunos gobernantes panistas, de tal forma que los candidatos panistas perdieran credibilidad social y, sobre todo, desdibujó las banderas de honestidad y democracia que por años enarboló el PAN. Aunado a esto, la dirección nacional del PRI determinó impulsar una política de alianzas con otros partidos, que se concretaron parcialmente con el PVEM y Fuerza Ciudadana.

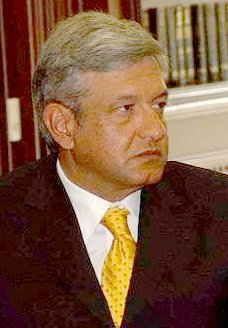
La popularidad de López Obrador como Jefe de Gobierno de la capital, fue la catapulta del renacimiento del PRD

### La estrategia del PRD
El partido del sol azteca, se centró en cuatro ideas centrales. Primero, evitar conflictos internos en la postulación de candidatos a los diferentes puestos de elección popular, de tal forma que la sociedad percibiera un partido unido y disciplinado. De esta forma, se abandonó los métodos de elección de sus candidatos a través de comicios abiertos a la sociedad. En su lugar se privilegiaron las consultas, vía encuestas, y la determinación de los consejos políticos, para postular a los candidatos. Las elecciones internas pasaron de ser un mecanismo común para la postulación de candidatos a ser sólo una opción más dentro de una gama de posibilidades.
Segundo, la estrategia de este partido se centró en aprovechar la alta popularidad de Andrés Manuel López Obrador como Jefe de gobierno del Distrito Federal para tratar de ganar votos a su favor. De esta forma, este partido publicitó los logros de su gobierno, e incluso, retransmitió spots de la campaña del 2000 en la que este gobernante llamaba a votar por su partido y sus candidatos.
Tercero, el PRD diseñó una campaña de comunicación en medios electrónicos para tratar de persuadir a los electores de que ni el PRI ni el PAN eran una buena opción de gobierno, ya que estando estos en el poder habían desaprovechado la oportunidad para poder resolver los problemas de la sociedad. En este mismo orden de ideas, la estrategia de comunicación recordaba a los ciudadanos sobre el viejo "maridaje" existente entre estos partidos, así como el acuerdo que tuvieron para aprobar el FOBAPROA en 1994.
Finalmente, el PRD fijó como objetivo de persuasión los electores provenientes de las clases sociales más desamparadas, realizando y transmitiendo varios spots y mensajes por los medios de comunicación, apelando a los problemas y necesidades de los pobres y poniendo como protagonistas de sus mensajes a representantes de dichas clases sociales. Resumiendo, el PRD se quiso transformar en una alternativa de esperanza para muchos mexicanos ante los fracasos de los gobiernos panistas y priístas.

### La estrategia del PVEM
Las estrategias del PVEM se centraron en cuatro acciones principales. Primero, una intensa campaña mediática a nivel nacional, con spots creativos, orientados a crear expectativas sobre los ventajas que se tendrían al votar por los candidatos de su partido. Segundo, el PVEM fijó como su público principal a los jóvenes. De esta forma, acuñó su lema central: Un partido joven para el México nuevo. Tercero, acordó una alianza parcial con el PRI en cerca de 100 distritos electorales y finalmente, postuló a candidatos con cierto prestigio social, muchos de ellos jóvenes, aunque no militaran en las filas del partido o hubieran salido recientemente de otros partidos.
Sus estrategias incluyeron, además, la realización de rifas de computadoras para la ciudadanía, la limpieza de lotes baldíos, ríos y caminos por parte de sus candidatos y simpatizantes, así como la explotación de su bandera ecologista en los spots publicitarios. De esta forma, el PVEM buscó romper el tripartidismo e incorporar, según decían, sangre nueva a la vida política del país.

## Congreso de la Unión

### Cámara de Diputados
|  | 23.98 % |

|  | 23.94 % |

|  | 14.08 % |

|  | 14.12 % |

|  | 4.14 % |

|  | 4.13 % |

|  | 42.20 % |

|  | 42.19 % |

|  | 31.81 % |

|  | 31.80 % |

|  | 18.22 % |

|  | 18.23 % |

|  | 2.48 % |

|  | 2.49 % |

|  | 2.34 % |

|  | 2.34 % |

|  | 0.94 % |

|  | 0.94 % |

|  | 0.77 % |

|  | 0.77 % |

|  | 0.48 % |

|  | 0.48 % |

|  | 0.42 % |

|  | 0.42 % |

|  | 0.28 % |

|  | 0.28 % |

|  | 0.06 % |

|  | 0.06 % |

|  | 96.64 % |

|  | 96.64 % |

|  | 3.36 % |

|  | 3.36 % |

|  | 100.00 % |

|  | 100.00 % |

|  | 41.32 % |

|  | 41.19 % |